# Iekaterina Gousseva
Iekaterina Konstantinovna Gousseva (en russe : Екатерина Константиновна Гусева), née le 9 juillet 1976 à Moscou dans l'Union soviétique, est une actrice russe.

## Filmographie
- 1997 : Une source vipérine de Nikolaï Lebedev: Dina Sergueïevna
- 2002 : La Brigade (Бригада) de Alexeï Sidorov
- 2005 : 180 et plus (От 180 и выше d'Alexandre Strijenov : Oksana